# Liste des chansons interprétées par Marcel Amont
Cet article recense, en respectant la chronologie, les chansons de Marcel Amont qui ont fait l'objet d'une diffusion sur disque,.

## Années 1950
- 1956 : Escamillo
- 1956 : Julot poil dans la main
- 1956 : Les Amoureux de papier
- 1957 : Mon manège à moi
- 1957 : L'Amour en mer
- 1957 : Le Crieur de journaux
- 1957 : La Chanson du grillon
- 1957 : Barcarolle auvergnate
- 1957 : Le Pigeon voyageur
- 1957 : N'allez jamais à la Havane
- 1957 : La Dame de Ris-Orangis
- 1957 : Sa casquette
- 1957 : Sur la table
- 1958 : Le Balayeur du Roy
- 1958 : Julie
- 1958 : Oui ce soir Josephine
- 1958 : Cha cha boum
- 1958 : L'Eau vive
- 1958 : Dans le même sabot
- 1958 : Elle aurait bien voulu
- 1958 : Viens
- 1958 : Tout doux, tout doucement
- 1958 : Tu m'as changé
- 1958 : La Bonne Idée
- 1959 : Bleu, blanc, blond[3]
- 1959 : Sophie
- 1959 : Po po po... dis
- 1959 : Je suis si heureux
- 1959 : Sur ma rivière
- 1959 : Le Menuet de la reine
- 1959 : Mes parents sont venus me chercher
- 1959 : Quand on est amoureux
- 1959 : Je ne me suis trop jamais
- 1959 : Les Bleuets d’azur
- 1959 : Paradis
- 1959 : Y'en avait pas beaucoup
- 1959 : Si je devais mourir d'amour
- 1959 : Le Crieur de journaux
- 1959 : Aïe mon cœur

## Années 1960
- 1960 : Sonorama avril
- 1960 : La Carriole espagnole
- 1960 : Au milieu d'une île
- 1960 : Flamenco Rock
- 1960 : N'avoir dire rien
- 1960 : J'attends juste pour toi
- 1960 : Il a le maillot jaune
- 1960 : Pour qu'un bateau
- 1960 : Oui, je me marie
- 1960 : Ma petite symphonie
- 1960 : Toi l'enfant
- 1960 : Tombe de l'eau
- 1960 : Chanson d'avril
- 1960 : Deux Vieilles Chaussures
- 1960 : En plus de tout
- 1960 : Nous appartenons dé loin
- 1960 : Doux mariés
- 1960 : Une balade douce
- 1960 : Pour un enfant
- 1960 : Vie rose
- 1960 : Sur tes cheveux
- 1960 : Parce qu'il te voit
- 1960 : Y'en les amoureux
- 1960 : Comme une symphonie
- 1961 : La Caissière du Grand Café
- 1961 : Ferme tes jolis yeux
- 1961 : Adieu, Venise provençale
- 1961 : C'est une chanson
- 1961 : Vous êtes si jolie
- 1961 : Je te aime beaucoup trop
- 1961 : Aimons appartient
- 1961 : Dans le cœur de ma blonde
- 1961 : Je ne t'ai jamais vu
- 1961 : Valencia
- 1961 : Cette nuit était
- 1961 : Va danser
- 1961 : Pigalle
- 1961 : Cousine
- 1961 : Marcel Valentino
- 1961 : Le Plus Beau Tango du monde
- 1961 : Les Bœufs
- 1961 : Ah ! si vous connaissiez ma poule
- 1961 : Marinella
- 1961 : Je ne t'oublierai pas
- 1961 : Bonjour mon dieu soleil
- 1961 : Petite Solitude
- 1961 : J'ai pleuré le chaquette
- 1961 : Je Dominique
- 1962 : Revenez-moi
- 1962 : La Plus Belle Nuit de l'année
- 1962 : On n'auras pas toujours le peur
- 1962 : Dans mon pays
- 1962 : Tango d'amour
- 1962 : Donnez-moi la main
- 1962 : Va danser
- 1962 : Mon ange spécial
- 1962 : Le Jazz et la Java
- 1962 : Le Monsieur qui volait
- 1962 : Petite Aiguille
- 1962 : Ce n'est pas toi
- 1962 : J'ai trouvé du boulot
- 1962 : I love Paris (can can)
- 1962 : Profitez de la jeunesse
- 1962 : Le Percolateur
- 1962 : Le Balayeur du roi (Version 2)
- 1962 : Françoise aux bas bleus
- 1962 : Un Mexicain
- 1962 : Mon cœur fait des bonds
- 1962 : Soirée du le temps passer
- 1962 : Viens m'apprendre
- 1963 : Si vous n'aimez pas ça
- 1963 : J'ai toujours cru qu'un baiser
- 1963 : Tu étais trop jamais
- 1963 : Elle est tellement innocente
- 1963 : Comme des roses
- 1963 : La Leçon de solfège
- 1963 : Oh, ma Rose Marie
- 1963 : Il est minuit
- 1963 : Méditerranée
- 1963 : Tu m'appartiens
- 1963 : Monsieur Bonhomme
- 1963 : La Romance de maître Pathelin
- 1963 : Le Muletier et la jeune personne
- 1963 : Cette danser le temps
- 1963 : Cette souviendrai
- 1963 : Viens tes bras
- 1963 : Tu fais toujours mal à celui que t'aimes
- 1963 : Deux Cailloux dans l'eau
- 1963 : L'Heure exquise
- 1963 : C'était plus fort que tout
- 1963 : Un pluie bongo
- 1963 : Dans la vie faut pas s'en faire
- 1963 : On a l'béguin
- 1964 : La Jaguar
- 1964 : Les Nez
- 1964 : Barbara
- 1964 : Ping pong
- 1964 : Cathy, fais-moi danser
- 1964 : C'était un été
- 1964 : Pourquoi pars-tu
- 1964 : Tout près de ma blonde
- 1964 : La Ballade du cosmonaute
- 1964 : Elle non ce partir
- 1964 : T'es venu dis l'aime
- 1964 : La Sonate pour piano
- 1964 : Oui devant Dieu
- 1964 : Tu sais que t'aimes
- 1964 : Je reviens le regarder
- 1964 : Je me souviens de toi
- 1964 : Le Duel
- 1964 : Garçons et filles
- 1964 : Une fois un rêve
- 1964 : Ma petite chambre
- 1964 : Le Duel
- 1964 : Juste à temps
- 1964 : Lever soleil
- 1964 : Je ne me vois plus dans tes yeux
- 1964 : Quand Joanna m'a aimé
- 1964 : Meurs dans tes mains
- 1964 : Quand tu viendras
- 1964 : Juste à temps
- 1965 : Le Jour ne brille plus
- 1965 : Notre amour est là pour rester
- 1965 : C'est comme ça que ça a été
- 1965 : Sois mon amour
- 1965 : Il vaut mieux avoir aimé
- 1965 : Nos cousins canaiens
- 1965 : L'Arc-en-ciel
- 1965 : Et si demain
- 1965 : D'où viendra la mer?
- 1965 : Colombine et Saxo
- 1965 : S'éloigner
- 1965 : Ces mots qui disent
- 1965 : Juste une chance
- 1965 : Que tu as changé
- 1965 : Joli mois de mai
- 1965 : Les Fanochés du pédoncule
- 1965 : Deux Cailloux dans l'eau
- 1965 : Ah! C'qu'on a rigolé dimanche
- 1965 : Je ne t'ai jamais aimé
- 1965 : Au bal de ma banlieue
- 1966 : Moi le clown
- 1966 : Marie et son enfant
- 1966 : Maria et le pot au lait
- 1966 : Pleurez pas je reviendrai
- 1966 : Moi le clown
- 1966 : Rossignol tout là haut
- 1966 : Tigresse
- 1966 : Aqueros mountagnos
- 1966 : La Polygamie
- 1966 : Sur le chemin du samedi
- 1966 : Caroline
- 1966 : La Complainte du fayot
- 1966 : Tu négliges mon amour
- 1966 : La Vague vient
- 1966 : Dis moi
- 1966 : Le Roi du Kansas
- 1966 : Zombie Jamboree
- 1966 : Aqueros mountagnos
- 1966 : Dorothée
- 1966 : J'envisage le temps
- 1966 : Mon amour d'eté
- 1966 : Grand Maman va rentrer
- 1966 : D'Artagnan
- 1966 : Adieu foulard, adieu Madras
- 1967 : Ma chérie
- 1967 : Quand t'auras vingt ans
- 1967 : Moi j'aimais le sirtaki
- 1967 : D'Artagnan
- 1967 : Les Pommes de terre
- 1967 : 10967
- 1967 : Vive Ella
- 1967 : Fou elle m'appelle
- 1967 : Flirt classique
- 1967 : C'est bon désir
- 1967 : Une femme comme toi
- 1967 : Les Percutants
- 1967 : Comme ils une enfant
- 1967 : Reste encore une chanson
- 1967 : Le Père ce soir
- 1967 : Adieu la belle chanson
- 1968 : Et voilà les violons
- 1968 : Ma noire bergère
- 1968 : Shuss
- 1968 : Viola Violino
- 1969 : Monsieur
- 1969 : Les Flèches de l'amour
- 1969 : Bango d'amour
- 1969 : Toit enfant
- 1969 : Temps après temps

## Années 1970
- 1970 : Femme jolie on te yeux
- 1970 : Voilà mon chéri
- 1970 : Le Monsieur qui volait
- 1970 : Moitié orange et moitié citron
- 1970 : Quelle belle journée
- 1970 : Petit Bonhomme
- 1970 : Hélène et Guillaume
- 1970 : Ah ! c'qu'est bon
- 1970 : La Demande en mariage
- 1970 : Les Oriflammes de l'amour
- 1970 : Les Enfants du docteur Bobo
- 1970 : Le Jour de mes quatre saisons
- 1970 : Églantine
- 1970 : Ballade pour l'espagnol
- 1970 : Une heure pour te voir
- 1971 : Sur la deux
- 1971 : Les Bœufs
- 1971 : C'est aujourd'hui dimanche
- 1971 : Benjamin le Bienheureux
- 1971 : Vous devez toujours partir
- 1971 : Sur ton cœur j'ai posé mon visage
- 1971 : Dagobert
- 1971 : L'Amour çà fait passer le temps
- 1972 : Bleu, blanc, rouge et des frites
- 1972 : Les Routes nationales
- 1972 : Quand je te regarde vivre
- 1972 : Pourquoi mon promesse
- 1972 : Petit à petit
- 1972 : Un peu de soleil, un peu de ciel bleu
- 1972 : L'Amour à vol d'oiseau
- 1972 : Vivement qu'on soit heureux
- 1972 : Revive
- 1972 : Le Rire du criminel
- 1972 : C'est la fête aux copains
- 1972 : Petit à petit
- 1972 : Le Sous-préfet aux champs
- 1973 : Le Patron, l'ivrogne et la musique
- 1973 : Y'a toujours un peintre
- 1973 : La Chèvre de monsieur Seguin
- 1973 : Tu m'avais brisé le coeur
- 1973 : Le Chapeau de amoureux
- 1973 : Se vais aimer
- 1973 : À tous ceux que nous voulons
- 1973 : Un jour pour tout le monde
- 1973 : Tout cet amour devait perdre
- 1973 : Je viens vraiment de loin
- 1973 : Tu fais toujours mal à celui que tu aimes
- 1973 : Ma maladie
- 1973 : L'Amour c'est moins con
- 1974 : Fais-moi une famille
- 1974 : La Compagnie de son chien
- 1974 : Avec des si
- 1974 : Petit soldat s'ennuie
- 1974 : Une fille aux yeux bleus
- 1974 : Duo de « La Perichole »
- 1974 : Ce monde une chanson
- 1974 : Au mois de mai
- 1974 : Les Néerlandais
- 1974 : Monsieur le commissaire principal
- 1974 : Bonheur promise
- 1974 : J'en ai vu dans ma vie (Pierre Delanoë)
- 1975 : Quand l'amour se lève
- 1975 : Le Chapeau de Mireille
- 1975 : Le Music-hall de grand-papa
- 1975 : Le Bonheur
- 1975 : La Vache enragée
- 1975 : Avec un poing de roses
- 1975 : La Chanson de Lulu
- 1975 : Figaro ci, Figaro la
- 1976 : Une française amoureuse
- 1976 : La Musique est de retour
- 1976 : Mélanie m'a donné rendez-vous
- 1976 : Quand la lampe est allumée
- 1976 : Une chanson mobile
- 1976 : Ah ! ces Brésiliens
- 1976 : Les Oriflammes de l'amour
- 1976 : La Charrette de foin
- 1976 : L'École
- 1976 : Comme la envie solitude
- 1976 : Je ne suis pas bien portant
- 1976 : Si tu t'en vas d'ici
- 1976 : Quand la lampe est allumée
- 1976 : La Musique est de retour
- 1977 : Fleur de lotus
- 1977 : On ne guérit pas de son enfance
- 1977 : Les Chansons d'Italie
- 1977 : À Prague a Santiago
- 1978 : Arrête la pendule
- 1978 : C'est comme ça
- 1979 : Don Juan
- 1979 : La Galère
- 1979 : Paris rombière
- 1979 : Une chanson
- 1979 : Viennois
- 1979 : Faut dialoguer
- 1979 : Pour traverser la rivière
- 1979 : Un oiseau
- 1979 : Le Vieux Fossile
- 1979 : L'Amour en plus

## Années 1980
- 1980 : Un rayon del soleil
- 1980 : Camarade Vigneron
- 1982 : L'Instituteur et la bergère
- 1982 : Une petite Eve en trop
- 1982 : Le Chapeau de Mireille (version 1982)
- 1982 : Un Mexicain (version 1982)
- 1982 : Moi le clown (version 1982)
- 1982 : Bleu blanc blond (version 1982)
- 1982 : Les Japonais
- 1983 : Ça vient ça va
- 1983 : Cette France
- 1984 : Si j'avais quatorze ans
- 1984 : Y'a pas le feu
- 1985 : Le Tam-tam des gorilles
- 1987 : À la mi-août
- 1987 : Si jolie
- 1987 : Adiu, plana de Bedos
- 1987 : J'me tire au zoo
- 1988 : Le Duke, le Count, le King
- 1989 : Au cinématographe

## Années 1990
- 1991 : J'aime pas les femmes bronzées
- 1991 : En ce 13 juillet
- 1999 : Je n'ai jamais vu le Mexique
- 1999 : Caroline donne-moi ton cœur
- 1999 : Avec un poing de sang